# Raión de Radyvyliv
Radyvyliv (en ucraniano: Радивилівський район) fue un raión o distrito de Ucrania en el óblast de Rivne. En la reforma territorial de 2020, su territorio fue incluido en el raión de Dubno.
Comprendía una superficie de 745 km².
La capital era la ciudad de Radyvyliv.

## Demografía
Según estimación 2010 contaba con una población total de 39300 habitantes.

## Subdivisiones
Antes de la reforma territorial de 2014-2020, el raión de Radyvýliv comprendía 73 localidades agrupadas en 21 ayuntamientos. Solamente había un ayuntamiento urbano, el de la ciudad de importancia distrital de Radyvýliv, que no tenía pedanías. Los restantes 72 pueblos se agrupaban en los siguientes veinte consejos rurales:
- Bashárivka (con las pedanías Pereniatyn, Prysky y Staryký)
- Berezyný (con las pedanías Kúrsyky, Pásiky, Radyjívshchyna y Serednie)
- Boratyn (con las pedanías Honoratka y Dovhálivka)
- Buháyivka (con las pedanías Balký, Levyatyn y Opárypsy)
- Dobryvoda (con las pedanías Pidvysoke y Stanislavy)
- Druzhba (con las pedanías Malí Haiký y Novoukrayinske)
- Zhovtneve (actual Nová Pliashevá)
- Ivashchuký (con las pedanías Bilohórivka, Bryhadýrivka y Zarichne)
- Kozýn (con las pedanías Hranivka, Dúbyny y Savchuký)
- Krupets (con las pedanías Baranne, Haiký, Hnylche, Zamíshchyna y Sribne)
- Myjáilivka (con la pedanía Zásuv)
- Nemýrivka (con las pedanías Bátkiv y Hayí-Levyátynski)
- Pidzamche (con las pedanías Adámivka, Kazmiri, Kopani, Kruký, Pidlypky y Stoyanivka)
- Pliashevá (con las pedanías Óstriv y Solóniv)
- Pustoivanne (con las pedanías Hai, Husary, Ivánivka y Rudnia)
- Rídkiv (con las pedanías Mýtnytsia y Nová Mýtnytsia)
- Sestriatyn (con la pedanía Bezodnia)
- Sytne (con las pedanías Haiký-Sýtenski, Karpýlivka, Kotý y Tabachuký)
- Teslúhiv (con las pedanías Korytne y Pliáshivka)
- Jotýn (con las pedanías Vesele y Polunychne)

Luego de la reforma territorial de 2014-2020, estas localidades pasaron a formar parte de tres municipios del raión de Dubno: la ciudad de Radyvýliv y los municipios rurales de Kozýn y Krupets. El consejo rural de Pliashevá pasó a formar parte del municipio de Demýdivka, hasta entonces capital del vecino raión de Demýdivka.

## Otros datos
El código KOATUU es 5625800000. El código postal 35500 y el prefijo telefónico +380 3633.